# Ракитна
Раки́тна (болг. Ракитна) — село в Благоєвградській області Болгарії. Входить до складу громади Сімітлі.

## Населення
За даними перепису населення 2011 року у селі проживали 134 особи.
Національний склад населення села:
| Національність   | Кількість осіб | Відсоток |
| ---------------- | -------------- | -------- |
| болгари          | 125            | 93,3%    |
| інша             | 7              | 5,2%     |
| Всього відповіли | 134            |          |

Розподіл населення за віком у 2011 році:
Динаміка населення: